# Adel al-Jabrin
Adel Mohamed al-Jabrin (* 5. Januar 1968) ist ein saudi-arabischer Bogenschütze.
Al-Jabrin, 1,70 m groß und 64 kg schwer, nahm an den Olympischen Spielen 1988 in Seoul teil, wo er den 83. und damit vorletzten Platz belegte.